# Days Are Numbers
Days Are Numbers è una raccolta del gruppo progressive rock britannico The Alan Parsons Project, pubblicata nel novembre del 2006 dalla Sony Music.

## Descrizione
Days Are Numbers raccoglie una selezione di 48 brani, suddivisi su tre cd ed in ordine cronologico di pubblicazione, tra i più celebri del The Alan Parsons Project fondato nel 1975 da Alan Parsons ed Eric Woolfson. Tutti i brani sono stati rimasterizzati in digitale a cura di Dave Donnelly e Alan Parsons presso il DNA Mastering Studio City in California.
La compilation prende il nome da uno dei brani più famosi del Project, Days Are Numbers (The Traveller), appartenente all'album Vulture Culture del 1985.
La quantità di brani estratti da ogni album è la seguente:
- 4 da Tales of Mystery and Imagination Edgar Allan Poe del 1976
- 5 da I Robot del 1977
- 5 da Pyramid del 1978
- 3 da Eve del 1979
- 8 da The Turn of a Friendly Card del 1980
- 6 da Eye in the Sky del 1982
- 4 da Ammonia Avenue del 1984
- 5 da Vulture Culture del 1985
- 3 da Stereotomy del 1986
- 4 da Gaudi del 1987

Nella raccolta vi sono undici brani strumentali.

## Tracce[1]

### Disco 1
Testi e musiche di Eric Woolfson e Alan Parsons; edizioni musicali Arista Records e Charisma Records per le tracce nº1,2,3 e 4.
1. The Raven (Tales of Mystery and Imagination - Edgar Allan Poe - 1976) – 4:09 – Voci: Alan Parsons (EMI vocoder) e Leonard Whiting • Cori di Eric Woolfson
2. The Tell-Tale Heart (Tales of Mystery and Imagination - Edgar Allan Poe - 1976) – 4:39 – Prima voce: Arthur Brown • Seconda voce: Jack Harris
3. The Cask of Amontillado (Tales of Mystery and Imagination - Edgar Allan Poe - 1976) – 4:27 – Prima voce: John Miles • Seconda voce: Terry Sylvester • Cori: Eric Woolfson
4. To One in Paradise (Tales of Mystery and Imagination - Edgar Allan Poe - 1976) – 4:41 – Prima voce: Terry Sylvester • Seconde voci: Alan Parsons ed Eric Woolfson • Cori Jane Powell • Narrazione: Leonard Whiting
5. I Robot (I Robot - 1977) – 5:17 – Strumentale
6. I Wouldn't Want to Be Like You (I Robot - 1977) – 3:23 – Voce: Lenny Zakatek
7. Some Other Time (I Robot . 1977) – 4:07 – Voce: Peter Straker e Jaki Whitren
8. Don’t Let it Show (I Robot - 1977) – 4:21 – Voce: Dave Townsend
9. Day After Day (The Show Must Go On) (I Robot - 1977) – 3:44 – Voce: Jack Harris
10. What Goes Up (Pyramid - 1978) – 3:31 – Voce: David Paton, Colin Blunstone e Dean Ford
11. The Eagle Will Rise Again (Pyramid - 1978) – 4:23 – Voce: Colin Blunstone
12. Can't Take It with You (Pyramid - 1978) – 5:06 – Voce: Dean Ford e Colin Blunstone
13. In the Lap of the Gods (Pyramid - 1978) – 5:30 – Strumentale
14. Shadow of a Lonely Man (Pyramid - 1978) – 5:35 – Voce: John Miles
15. Lucifer (Eve - 1979) – 4:20 – Strumentale
16. Damned If I Do (Eve - 1979) – 4:53 – Voce: Lenny Zakatek
17. If I Could Change Your Mind (Eve - 1979) – 5:51 – Voce: Lesley Duncan

Durata totale: 77:57

### Disco 2
Testi e musiche di Eric Woolfson e Alan Parsons; edizioni musicali Arista Records.
1. Games People Play (The Turn of a Friendly Card - 1980) – 4:23 – Voce: Lenny Zakatek
2. Time (The Turn of a Friendly Card - 1980) – 5:07 – Voce: Eric Woolfson
3. The Gold Bug (The Turn of a Friendly Card - 1980) – 4:35 – Strumentale
4. The Turn of a Friendly Card (part one) (The Turn of a Friendly Card - 1980) – 2:46 – Voce: Chris Rainbow
5. Snake Eyes (The Turn of a Friendly Card - 1980) – 3:15 – Voce: Chris Rainbow
6. The Ace of Swords (The Turn of a Friendly Card - 1980) – 2:58 – Strumentale
7. Nothing Left to Lose (The Turn of a Friendly Card - 1980) – 4:07 – Voce: Eric Woolfson
8. The Turn of a Friendly Card (part two) (The Turn of a Friendly Card - 1980) – 3:22 – Voce: Chris Rainbow
9. Sirius (Eye in the Sky - 1982) – 1:53 – Strumentale
10. Eye in the Sky (Eye in the Sky - 1982) – 4:38 – Voce: Eric Woolfson
11. Silence And I (Eye in the Sky - 1982) – 7:21 – Voce: Eric Woolfson
12. Psychobabble (Eye in the Sky - 1982) – 4:53 – Voce: Elmer Gantry
13. Mammagamma (Eye in the Sky - 1982) – 3:36 – Strumentale
14. Old and Wise (Eye in the Sky - 1982) – 4:56 – Voce: Colin Blunstone
15. Pipeline (Ammonia Avenue - 1984) – 6:33 – Strumentale
16. Ammonia Avenue (Ammonia Avenue - 1984) – 6:33 – Voce: Eric Woolfson
17. No Answers Only Questions (Inedito) – 2:12 – Voce: Eric Woolfson

Durata totale: 73:08

### Disco 3
Testi e musiche di Eric Woolfson e Alan Parsons; edizioni musicali Arista Records.
1. Don't Answer Me (Ammonia Avenue - 1984) – 4:13 – Voce: Eric Woolfson
2. Prime Time (Ammonia Avenue - 1984) – 5:05 – Voce: Eric Woolfson
3. Let's Talk About Me (Vulture Culture - 1985) – 4:29 – Voce principale: David Paton
4. Separate Lives (Vulture Culture - 1985) – 4:18 – Voce: Eric Woolfson (Alternative Mix)
5. Days Are Numbers (The Traveller) (Vulture Culture - 1985) – 4:27 – Voce: Chris Rainbow
6. Sooner Or Later (Vulture Culture - 1985) – 4:27 – Voce: Eric Woolfson
7. Hawkeye (Vulture Culture - 1985) – 3:48 – Strumentale
8. Stereotomy (Stereotomy - 1986) – 6:49 – Voce principale: John Miles • Seconda voce: Eric Woolfson
9. Limelight (Stereotomy - 1986) – 4:41 – Voce: Gary Brooker
10. Where's the Walrus? (Stereotomy - 1986) – 7:25 – Strumentale
11. La Sagrada Familia (Gaudi - 1987) – 7:30 – Voce principale: John Miles • Cori di Eric Woolfson e Chris Rainbow
12. Closer to Heaven (Gaudi - 1987) – 5:55 – Voce: Eric Woolfson
13. Standing on Higher Ground (Gaudi - 1987) – 5:43 – Voce principale: Geoff Barradale • Cori: Eric Woolfson
14. Paseo de Gracia (Gaudi - 1987) – 3:40 – Strumentale

Durata totale: 72:30

## Bonus Track
Nel disco numero 2, oltre ai brani storici del Project, vi è una bonus Track No Answers Only Questions, un brano inedito rimasto negli archivi dal 1983 con la voce di Eric Woolfson.

## Edizioni
Per una strategia commerciale di distribuzione la compilation è stata pubblicata il 2 ottobre 2006 solo nei Paesi Bassi con il titolo The Dutch Collection con tre cd ed con il booklet in olandese. Il 24 novembre 2006 l'Italia è stata la seconda nazione con una pubblicazione dedicata, dal titolo Days Are Numbers, con tre cd e booklet in italiano. Il 29 gennaio 2007 è stata pubblicata la versione internazionale dal titolo The Essential Alan Parsons Project, con due o tre cd a seconda della nazione di uscita.